# Sümeghy József (zalai alispán)
Lovászi és szentmargitai Sümeghy József (Alsóbagod, 1757. március 20. - Söjtör, 1832. március 10.), királyi tanácsos, Zala vármegye alispánja, országgyűlési követe, táblabíró, királyi udvarnok, földbirtokos; a zalai aulikusok egyik vezetője.

## Élete

### Családja és származása

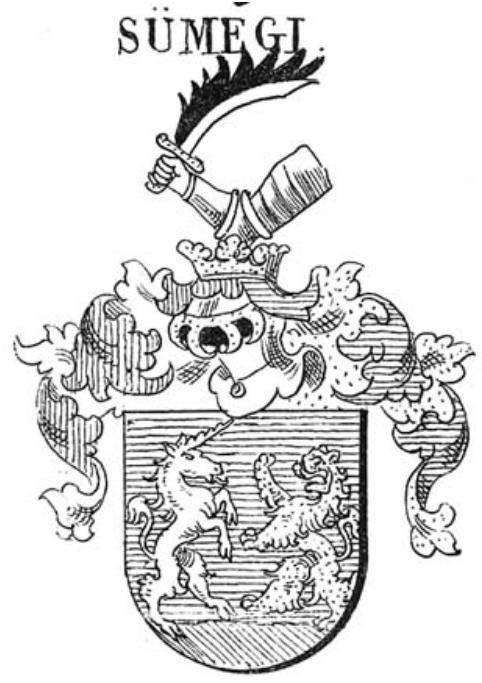
A lovászi és szentmargithai Sümeghy család címere

A Zala vármegyei római katolikus tekintélyes nemesi származású lovászi és szentmargitai Sümeghy család sarja. Édesapja nemes Sümeghy Ferenc (1723-†c.1766), táblabíró, alsó- és felső-Bagodi, valamint söjtöri, alsóapáti, és molnári földbirtokos, édesanyja a pókafalvi Póka család sarja, pókafalvi Póka Marianna (1728-1797), pókafalvi Póka Gábor (fl. 1728-1752), 1741-ben vasi insurgens kapitány, földbirtokos és szenttamási Bertalan Klára lánya. Apai ágon szépanyja kisbarnaki Farkas Mihályné zicsi és zajki Zichy Dorottya úrnő, a zicsi Zichy család köznemesi ágából való volt; az utóbbinak a szülei zicsi Zichy Mihály (fl. 1583–1641), Vas vármegye szolgabírája, földbirtokos, és domölki Dömölky Katalin, a nagyszülei zicsi Zichy György (fl. 1548–1604), Moson és Vas vármegye alispánja, földbirtokos és asszonyfalvi Ostffy Anna (fl. 1527–1558) voltak. Az anyai ágon a Nádasdy család köznemesi ága, a meszléni Meszlényi család, a csányi Csány család, a lengyeltóti Lengyel család, a pölöskefői Eördögh család és más tekintélyes Zala és Vas vármegyei köznemesi családoknak a vére folyt az ereiben. Sümeghy József apai nagyapja Sümeghy Mihály (fl. 1716–1727), Zala vármegye főjegyzője volt 1716. szeptember 8. és 1727. február 10. között, és 1717. július 16.-án címeres levelet kapott III. Károly magyar királytól. Apai nagyanyja Sümeghy Mihály főjegyzőné nemes Foky Judit, akinek az apja nemes Foky János (fl. 1696-1729), a keszői vár kapitánya 1704-ben, Vas vármegye alispánja 1725 és 1729 között, és az anyja a kisbarnaki Farkas családból való kisbarnaki Farkas Judit asszony volt. Anyai nagyszülei pókafalvi Póka Ádám (fl. 1676–1691), szolgabíró, földbirtokos és szenttamási Bertalan Klára voltak. Sümeghy Józsefnek az egyetlen nővére lovászi és szentmargithai Sümeghy Judit (1754-1820), akinek a férje, boldogfai Farkas János (1741-1788), Zala vármegyei Ítélőszék elnöke ("Inclyti Sedis Iudiciaria Comitatus Szaladiensis Praeses") 1787-e és 1788-a között, Zala vármegye főjegyzője; egyetlen fiútestvére lovászi és szentmargithai Sümeghy Ferenc (1761-1805), táblabíró, földbirtokos, aki nőtlen hunyt el.

### Közigazgatási és politikai pályafutása
1778-ban belépett a Győri Királyi Jogakadémiára, amelyről sikeresen jogászként diplomázott le. A II. József magyar király uralkodása alatt felemelkedett az udvarhű Sümeghy József, aki akkor került ismét vezető hatalmi pozícióba; Sümeghy József 1782. október 4.-én Bécsben tevékenykedett mint a Királyi Tábla jegyzője. 1786-ban alszolgabíró volt Zalában. Sümeghy József sógora, boldogfai Farkas János (1741–1788), jogász, Zala vármegyei Ítélőszék elnöke ("Inclyti Sedis Iudiciaria Comitatus Szaladiensis Praeses") volt 1787 és 1788 között, és ezzel a II. József király uralkodása alatt a legfontosabb igazságügyi hivatalt töltötte be Zalában; 1783-ban felesküdt rendes jegyzőként dolgozott a helytartótanácsnál.
1791. június 26.-án feleségül vette Muraszemenyén Jagasics Juliannát (1775-1804), Jagasics András (1728–1786) zalai alispán és rábabogyószló Vajda Sára lányát. Felesége révén, Sümeghy Józsefnek három sógornője volt: lovászi Jagasics Regina (1754-1812), akinek a férje, rajki Rajky Boldizsár (1742-1814) földbirtokos; lovászi Jagasics Margit (1764–1818), akinek a férje, boldogfai Farkas László (1747–1796), földbirtokos, zalalövői alszolgabíró; valamint lovászi Jagasics Zsófia (1767–1808), akinek a házastársa nemes Oszterhuber Antal (1760-1821), földbirtokos volt. Sümeghy József és Jagasics Julianna első gyermeke felsőeőri Bertha Ignácné Sümeghy Judit Mária (1792-1880) Söjtörön született, ahol Sümeghy József lakott és földbirtokokkal erdővel rendelkezett. 1794. október 13.-án birtokadományt kapott I. Ferenc magyar királytól a Zala megyei Lovászira és Szentmargithára, és a Vas megyei Szentlérántra.
Boldogfai Farkas Jánosné Sümeghy Judit és öccse, Sümeghy József, jó viszonyt ápoltak, 1806. május 12.-én osztályos megállapodást kötöttek a söjtöri erdő egyenlő részekre osztásával kapcsolatban. Miután 1788-ban boldogfai Farkas Jánosné Sümeghy Judit özvegységre jutott, két pártában maradt leányával, Farkas Judittal (1776-1839) és Farkas Erzsébettel (1785–1857), valamint saját anyjával, özvegy nemes Sümeghy Ferencné pókafalvi Póka Marianna (1728-1797) asszonnyal, özvegy nemesságodi Szvetics Mihályné pókafalvi Póka Klára (1734–1811) asszonnyal, és a nőtlen öccsével, ifjabb Sümeghy Ferenccel (1761–1805), az alsóbagodi Sümeghy-kastélyban lakott.
1797-ben jáprai Spissich János zalai alispán, aki egyben a zalaegerszegi szabadkőműves páholy főmestere is volt, szembeszállt az uralkodó akaratával, mert nem akarta a nemesi felkelést kiáltani, hiszen állítása szerint csak az országgyűlés tudta volna ezt végrehajtani. Az uralkodó 1797. április 25.-én leváltotta őt és az egész szabadkőműves szimpatizáló gárdáját és a királyhű Sümeghy József táblabíró hivatalba lépett másodalispánként, mesterházi Mesterházy Lajos (1743-1806) első alispán mellé. Sümeghy József táblabíró 1797. május 1. és 1806. július 3. között töltötte be a zalai másodalispáni tisztséget, majd 1806. július 3. és 1815. november 8. között első alispánként tevékenykedett. Sümeghy József alispánsága idején Zala vármegye maradéktalanul igyekezett kiszolgálni a bécsi udvar érdekeit. 1807-ben Zala megye országgyűlési követeként Sümeghy József, az udvarhűségét bizonyítandó, állítólag még azt is felajánlotta a pozsonyi diétán, hogy egyedül Zala megye ki fogja állítani az uralkodó által kért 20.000 újoncot.
Közeli kapcsolatot ápolt a szintén királyhű gróf várkonyi Amadé Antal, aki részben Sümeghy támogatásával 1809. január 29-én lett Zala megye főispáni helyettese. A bécsi udvar érdekeit képviselte alispánsága alatt, és ezzel nagy ellenszenvet szerzett a köznemességnek egy részétől. 1807. februárjában I. Ferenc magyar király Sümeghy József királyi udvarnokot a "királyi tanácsosi címmel" ruházta fel. 1808-ban, a Ludovika Akadémia létrehozására, több nemes úrral együtt, Sümeghy József első alispán 1000 forintot ajánlott adományként. Egy évvel később, amikor kitört a Napóleoni háború, a nemesi felkelésre Sümeghy József alispán felajánlott egy lovasszemélyt, és szervezte, valamint vezette a megye védelmét a francia csapatok ellen. 1809. augusztus 5-én jelentette, hogy a puskacsinálók Csáktornyára küldették. 1809. augusztus 9-én, a nádor Sümeghy József alispánt, Habsburg–Lotaringiai János főherceg táborához hadi biztosnak nevezte ki. 1812. február 12.-én Sümeghy József alispánt szállására kísérték holott 120 személy általa gazdagon megvendégelt. Az ebéd alatt a tisztelt alispán mint gazda felköszöntést mondott a királyért, azután a nádor ispánért, Károly fővezérért, az Ország nagyjaiért, és a főispáni hivatalt viselő kormányzóért; ezalatt sok boros poharat kiürítettek amely alkalmatossággal mind annyiszor a gyalog felkelő kompánia lövöldözött (a mozsár ágyúk durrogtak a dobok trombiták pedig harsogtak). Az ebédet fényes bál követte amely virradatig tartott: így tartotta az első alispán I. Ferenc magyar király születése napjának az ünnepét a 20. évi uralkodása évfordulóján.
1814. június 21.-én I. Ferenc király leiratot intézett gróf Erdődy József magyar kancellárhoz. Eszerint tudomására jutott, hogy Somogy és Zala vármegyében igen botrányos énekeket énekelnek, melyek szerzője pálóczi Horváth Ádám, aki Zalában tartózkodik, de Somogyban is vannak birtokai, sőt Gömör vármegye közgyűlésén is különös ellenállást tanúsított. A botrányosnak nevezett ének a Stájer tánc volt. Mind a somogyi, mind a zalai alispán ártatlannak minősítette Horváthot. Jóindulatúan hallgatták ki, átgondolt védekezést készíthetett. A hivatalos leiratot kézhez kapta, másolatát Kazinczynak is elküldte. Sümeghy József zalai alispán a vizsgálati anyaghoz Horváth verseinek egy kis gyűjteményét is mellékelte, ezek már átírt, németellenességből kiforgatott, franciaellenesre módosított szövegek voltak.
Végül a jakobinusok 1815-ben megbuktatták a császárhű Sümeghy Józsefet Zala vármegyében és helyébe lépett a 29 éves liberális érzelmű mezőszegedi Szegedy Ferenc (1786-1848), Kisfaludy Sándorné Szegedy Róza öccse. Onnantól az aktív politikai pályafutása véget ért, és a már 58 éves Sümeghy József visszavonult a Söjtöri kúriájába. Szegedy Ferenc kezdeményezésével "tehetősebb státusok feladása" nyomán vizsgálat indult az állítólag hivatalával visszaélő Sümeghy József és Amadé Antal gróf ellen. Sümeghy támogatói ekkor azon iparkodtak, hogy az 1819-es tisztújításon "gyenge első alispánt" választassanak, és ezt a jelöltet nedeczei Nedeczky Ferenc személyében vélték feltalálni. A végeredmény az volt, hogy Szegedy Ferenc jelöltjét, hertelendi és vindornyalaki Hertelendy Györgyöt első alispánná választották meg. A tisztikarban azonban kínos változás történt; mihelyest Szegedy Ferenc kilépett, "megfordították sokan köpönyegjöket," és a visszavonult Sümeghy József részre állottak. A következő tisztújításon, 1825-ben, szervezkedni kezdtek Hertelendy György ellene Sümeghy József hívei, és domjánszeghi Dómján József akkori másodalispánnal kívánták felváltani. Hertelendy György továbbra is maradt a hivatalában, és végül Sümeghy József támogatóinak nem sikerült felülkerekedni.
Sümeghy József 1832. március 10.-én, Söjtörön hunyt el 77 évesen.

### Séllyey Elek jellemzése róla
Séllyey Elek politikai ellenfele igen erős gúnyos jellemzést írt (paszkvillust) Sümeghy Józsefről, ahol magyarázza, hogy: "Gyermekségében mostohája által elkényeztetett, háládatosság fejében ezzel rútul bánó, testvérét kitagadó, az insurrectiónak mentéjét több tisztek lovaival együtt lopva eladó ember, aki Bécsben, Zágrábban és Zalában hazugsági, feladási, képmutatási által gyűlöletessé tette magát, aki feleségét szerencsétlenné tette, akinek legnagyobb gyönyörűsége cselédjeit verettetni, aki hazafit csak azért majmolván, hogy feljebb mehessen." A kegyetlen jellemzés ellenére, Séllyey Elek lánya, Séllyey Magdolna (1822-1901) 1848. április 30-án férjhez ment Söjtörön Sümeghy József fiához, Sümeghy Ferenchez (1819-1869) országgyűlési képviselőhöz.

## Házasságai és gyermekei
1791. január 3-án vette el Muraszemenyén, az első nejét, lovászi Jagasics Juliannát (Zalapataka, 1775. január 30.–Söjtör, 1804. szeptember 15.), akinek a szülei lovászi Jagasics András (1728–1786), Zala vármegye alispánja, táblabíró, földbirtokos és rábabogyószlói Vajda Sára (1735–1805) voltak. Az apai nagyszülei lovászi Jagasics Ferenc, földbirtokos, és gyulai Gaál Anna voltak. Az anyai nagyszülei rábabogyoszlói Vajda Zsigmond, földbirtokos, vasi főszolgabíró, és chernelházi Chernel Júlia voltak. Az anyai nagyszülei szalapatakai Nagy György (†1748), helytartó-tanácsi ítélőmester, zalai főjegyző és nemes Lada Zsófia (1714-1767) voltak. Az esküvői tanúk szalapatakai Nagy Ignác (1749–1794), táblabíró, földbirtokos és liptó-téplai Dvornikovics Kristóf (1754–1801), Zala vármegye főadószedője, földbirtokos voltak. Sümeghy József és Jagasics Julianna frigyéből született:
- Sümeghy Judit Marianna (Söjtör, 1792. július 14.–Tömörd, 1880. október 23.). Férje, felsőeőri Bertha Ignác Péter (Rábahídvég, Vas vármegye, 1780. július 29. – Rábahídvég, 1847. február 4.), Vas vármegye alispánja, földbirtokos.
- Sümeghy Mihály Ferenc (Söjtör, Zala vármegye, 1793. október 20. -Nagykanizsa, 1850. december 5.) Zala-, Somogy- és Varasd vármegyei táblabíró, konzervativ politikus a reformkori Zalában, jogász, kapornaki főszolgabíró, földbirtokos.[30]
- Sümeghy Anna Borbála (Söjtör, 1795. március 5.–Söjtör, 1795. szeptember 22.)[31]
- Sümeghy Borbála (Söjtör, 1797. november 24.–Nagylengyel, 1834. május 12.).[32] Férje: liptó-téplai Dvornikovics Mihály Lajos (Nagylengyel, 1792. szeptember 20.–Nagylengyel, 1836. augusztus 26.) zalai szolgabíró, földbirtokos.
- Sümeghy József László (Söjtör, 1799. február 17.–Zalaegerszeg, 1843. március 2.), táblabíró, földbirtokos.[33] Felesége guári és felsőszelestei Guáry Jusztina.
- Sümeghy László (Söjtör, 1800. június 14.–Söjtör, 1802. február 19.)
- Sümeghy János (Söjtör, 1800. június 14.–Söjtör, 1801. május 29.)[34][35]

Idős korában, 59 évesen, a nyugalmazott alispán feleségül vette 1816. augusztus 2.-án Zalaegerszegen, Málits Rozáliát (Türje, 1791. augusztus 31.–Söjtör, 1851. április 22.), akinek a szülei Málits György, a türjei falusi mészáros, és Lochner Anna voltak; Málits Rozália fivére, 
Malits József György (1782–1815), kegyes tanítórendi áldozópap, egyházi író és tanár, aki majdani sógorához írta munkáját, "Idyllion magn. ac spect. dno Josepho Sümeghy de Lovászi et Sz. Margita S. C. et R. apóst, majestatis consiliario, incl. com. Szaladiensis ord. vicecomiti, ad diem nomini sacrum dicatum a scholis piis Nagy-Kanischiensibus 1811. Sabariae". Az esküvői tanuk zalakoppányi Háry Farkas (1765–1851), a majdani Zala vármegyei levéltárnok, és babosdöbrétei Babos József, táblabíró, söjtöri földbirtokos voltak. Málits Rozáliától született:
- Sümeghy Franciska Mária (Söjtör, 1813. február 18.–Söjtör, 1890. június 24.), aki törvénytelenül született Málits Rozáliától; 1816. augusztus 6.-tól, Málits Rozália és Sümeghy József házasságától, törvényesítettnek számított.[38] Férje, felsőeőri Fábián István (Zalaegerszeg, 1792. december 25.–Zalaegerszeg, 1848. április 17.), táblabíró, ügyvéd.
- Sümeghy Antal (Söjtör, 1814. június 10.–Söjtör, 1828. november 15.), aki törvénytelenül született Málits Rozáliától.[39]
- Sümeghy Sándor (Söjtör, 1817. február 16.–Söjtör, 1817. február 18.)[40]
- Sümeghy Ferenc Imre (Söjtör, 1819. október 19. –Söjtör, 1869. április 26.), országgyűlési képviselő, földbirtokos. Neje séllyei Séllyey Magdolna (1822-1901).
- Sümeghy Mária (Söjtör, 1823. augusztus 7.–Szenttamás-puszta, 1903. december 18.). Férje, Kerkapoly Mór (Kővágóörs, 1821. december 10.–Szenttamás-puszta, 1888. március 26.), 1848-as huszár őrnagy, országgyűlési képviselő.
- Sümeghy Magdolna (Söjtör, 1824. december 22.–Söjtör, 1826. május 9.)[41]
- Sümeghy Ilona (Söjtör, 1827. november 20.–Söjtör, 1827. november 22.)[42]
- Sümeghy Emília (Söjtör, 1829. május 13.–Söjtör, 1829. május 16.)[43]
- Sümeghy István (Söjtör, 1830. augusztus 29.–Söjtör, 1830. szeptember 1.)[44]

## Származása
| lovászi és szentmargitai Sümeghy József (Alsóbagod, 1757. március 20. –Söjtör 1832. március 10.) királyi tanácsos, Zala vármegye alispánja, táblabíró, földbirtokos. | Apja: nemes Sümeghy Ferenc (Alsóbagod, 1723. április 14.– †c.1766?) Zala vármegye táblabírája, földbirtokos | Apai nagyapja: nemes Sümeghy Mihály Zala vm. főjegyzője 1716. és 1727.között, földbirtokos          | Apai nagyapai dédapja: ? |
| lovászi és szentmargitai Sümeghy József (Alsóbagod, 1757. március 20. –Söjtör 1832. március 10.) királyi tanácsos, Zala vármegye alispánja, táblabíró, földbirtokos. | Apja: nemes Sümeghy Ferenc (Alsóbagod, 1723. április 14.– †c.1766?) Zala vármegye táblabírája, földbirtokos | Apai nagyapja: nemes Sümeghy Mihály Zala vm. főjegyzője 1716. és 1727.között, földbirtokos          | Apai nagyapai dédanyja: ? |
| lovászi és szentmargitai Sümeghy József (Alsóbagod, 1757. március 20. –Söjtör 1832. március 10.) királyi tanácsos, Zala vármegye alispánja, táblabíró, földbirtokos. | Apja: nemes Sümeghy Ferenc (Alsóbagod, 1723. április 14.– †c.1766?) Zala vármegye táblabírája, földbirtokos | Apai nagyanyja: nemes Foky Judit (Bágyog, 1700. november 7. – †?)                                   | Apai nagyanyai dédapja: nemes Foky János (fl. 1696–1729) (†1729) Vas vármegye alispánja, földbirtokos, a keszői vár kapitánya (Nagyszülei: nemes Foky Imre, bécsi polgár, konzul és Pitschin Katalin) |
| lovászi és szentmargitai Sümeghy József (Alsóbagod, 1757. március 20. –Söjtör 1832. március 10.) királyi tanácsos, Zala vármegye alispánja, táblabíró, földbirtokos. | Apja: nemes Sümeghy Ferenc (Alsóbagod, 1723. április 14.– †c.1766?) Zala vármegye táblabírája, földbirtokos | Apai nagyanyja: nemes Foky Judit (Bágyog, 1700. november 7. – †?)                                   | Apai nagyanyai dédanyja: kisbarnaki Farkas Judit (fl. 1687–1702) (Szülei: kisbarnaki Farkas Gábor, földbirtokos, és rábahídvégi Horváth Anna; apai nagyszülei: kisbarnaki Farkas Mihály, földbirtokos és zicsi és zajki Zichy Dorottya)                                                                                  |
| lovászi és szentmargitai Sümeghy József (Alsóbagod, 1757. március 20. –Söjtör 1832. március 10.) királyi tanácsos, Zala vármegye alispánja, táblabíró, földbirtokos. | Anyja: pókafalvi Póka Marianna (1728– Alsóbagod, 1797. február 14.)                                         | Anyai nagyapja: pókafalvi Póka Gábor (fl. 1728-1752) 1741-ben vasi insurgens kapitány, földbirtokos | Anyai nagyapai dédapja: pókafalvi Póka Ádám (fl. 1676–1691) szolgabíró, földbirtokos |
| lovászi és szentmargitai Sümeghy József (Alsóbagod, 1757. március 20. –Söjtör 1832. március 10.) királyi tanácsos, Zala vármegye alispánja, táblabíró, földbirtokos. | Anyja: pókafalvi Póka Marianna (1728– Alsóbagod, 1797. február 14.)                                         | Anyai nagyapja: pókafalvi Póka Gábor (fl. 1728-1752) 1741-ben vasi insurgens kapitány, földbirtokos | Anyai nagyapai dédanyja: telekesi és egyházasrádóczi Győrffy Anna (fl.1691) |
| lovászi és szentmargitai Sümeghy József (Alsóbagod, 1757. március 20. –Söjtör 1832. március 10.) királyi tanácsos, Zala vármegye alispánja, táblabíró, földbirtokos. | Anyja: pókafalvi Póka Marianna (1728– Alsóbagod, 1797. február 14.)                                         | Anyai nagyanyja: szenttamási Bertalan Klára                                                         | Anyai nagyanyai dédapja: szenttamási Bertalan Ádám (fl. 1708–1731) földbirtokos (Szülei: szenttamási Bertalan István, alszolgabíró, esküdt, földbirtokos, és nemes Kerpacsics Katalin, Kerpacsics István zalaegerszegi várkapitány, földbirtokos és a Hahót nembeli csányi Csány Katalin lánya)                          |
| lovászi és szentmargitai Sümeghy József (Alsóbagod, 1757. március 20. –Söjtör 1832. március 10.) királyi tanácsos, Zala vármegye alispánja, táblabíró, földbirtokos. | Anyja: pókafalvi Póka Marianna (1728– Alsóbagod, 1797. február 14.)                                         | Anyai nagyanyja: szenttamási Bertalan Klára                                                         | Anyai nagyanyai dédanyja: nádasdi Nádasdy Mária (Szülei: nádasdi Nádasdy Tamás, földbirtokos, akinek az apja Nádasdy Boldizsár, Vas vármegye alispánja, országgyűlési követe, földbirtokos, valamint meszléni Meszlény Éva, akinek az apja Meszlény Benedek, Vas vármegye alispánja, országgyűlési követe, földbirtokos) |